# تشارلي بيتر
تشارلي بيتر هو مؤرخ وكاتب أغاني ومُحرِّر وسياسي كندي، ولد في 14 نوفمبر 1962 في تيمينز في كندا. حزبياً، نشط في الحزب الديمقراطي الجديد.

## مناصب
- في الانتخابات الاتحادية الكندية 2011 [الإنجليزية]‏، انتخب عضو مجلس العموم الكندي عن دائرة Kapuskasing—Timmins—Mushkegowuk [الإنجليزية]‏ وقد انضم خلال فترته النيابية [الإنجليزية]‏ (2 مايو 2011 – 18 أكتوبر 2015)  للكتلة البرلمانية الحزب الديمقراطي الجديد.
- في الانتخابات الاتحادية الكندية 2008 [الإنجليزية]‏، انتخب عضو مجلس العموم الكندي عن دائرة Kapuskasing—Timmins—Mushkegowuk [الإنجليزية]‏ وقد انضم خلال فترته النيابية [الإنجليزية]‏ (14 أكتوبر 2008 – 1 مايو 2011)  للكتلة البرلمانية الحزب الديمقراطي الجديد.
- في الانتخابات الاتحادية الكندية 2006 [الإنجليزية]‏، انتخب عضو مجلس العموم الكندي عن دائرة Kapuskasing—Timmins—Mushkegowuk [الإنجليزية]‏ وقد انضم خلال فترته النيابية [الإنجليزية]‏ (23 يناير 2006 – 13 أكتوبر 2008)  للكتلة البرلمانية الحزب الديمقراطي الجديد.
- في 2004 Canadian federal election [الإنجليزية]‏، انتخب عضو مجلس العموم الكندي عن دائرة Kapuskasing—Timmins—Mushkegowuk [الإنجليزية]‏ وقد انضم خلال فترته النيابية [الإنجليزية]‏ (28 يونيو 2004 – 22 يناير 2006)  للكتلة البرلمانية الحزب الديمقراطي الجديد.
- في الانتخابات الفيدرالية الكندية 2015، انتخب عضو مجلس العموم الكندي عن دائرة Kapuskasing—Timmins—Mushkegowuk [الإنجليزية]‏ وقد انضم خلال فترته النيابية [الإنجليزية]‏ (19 أكتوبر 2015 – )  للكتلة البرلمانية الحزب الديمقراطي الجديد.

## وصلات خارجية
- تشارلي بيتر على موقع ميوزك برينز (الإنجليزية)
- تشارلي بيتر على موقع ديسكوغز (الإنجليزية)
- الموقع الرسمي